# História da Palestina

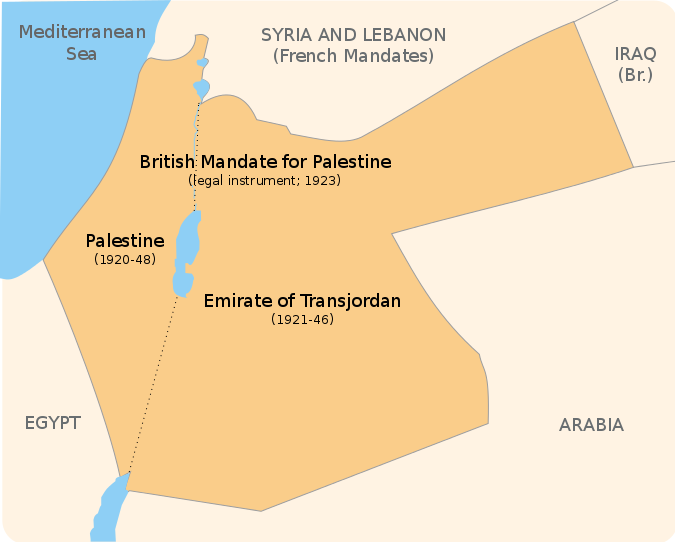

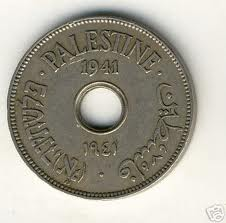

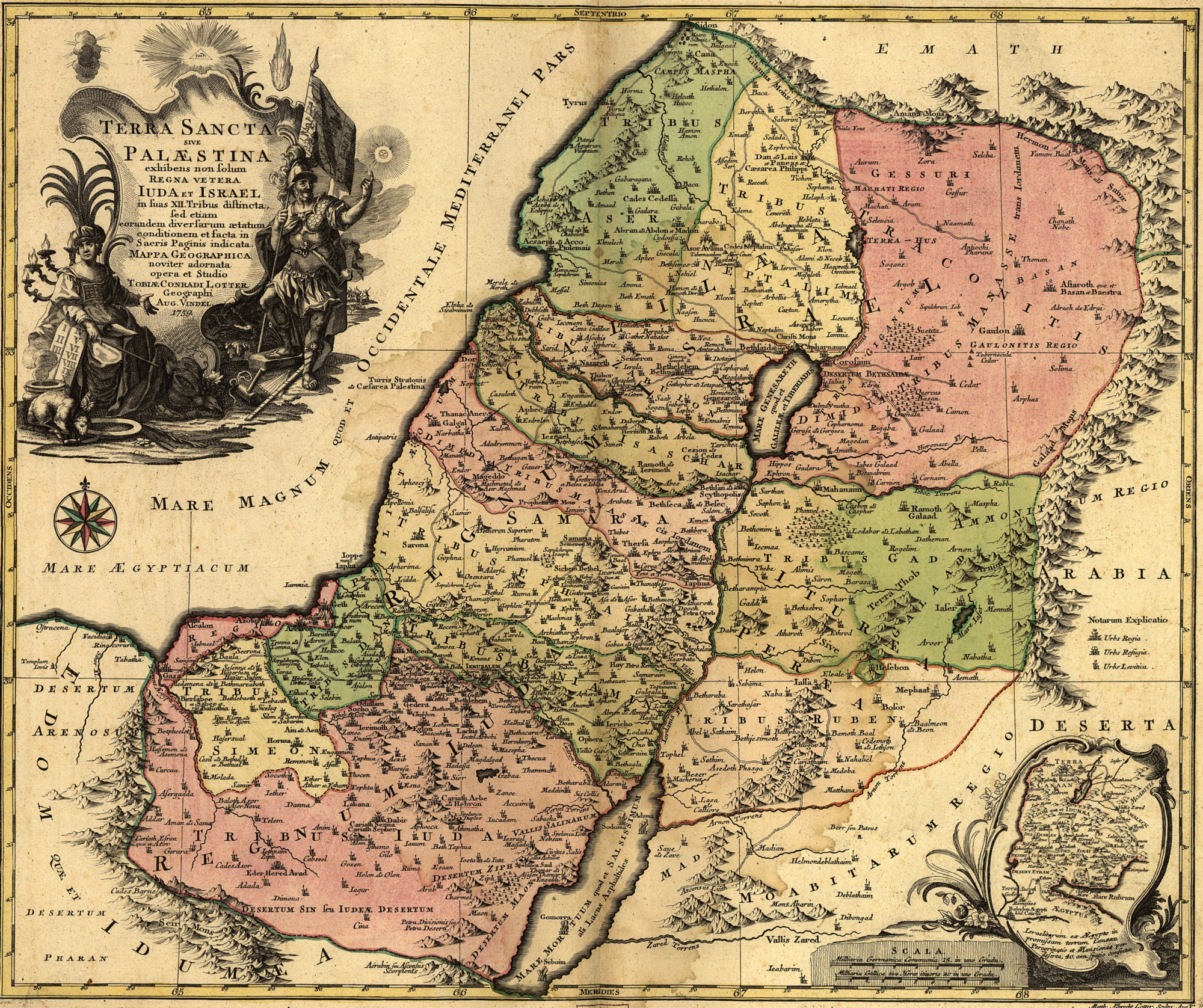
Palestina 1759

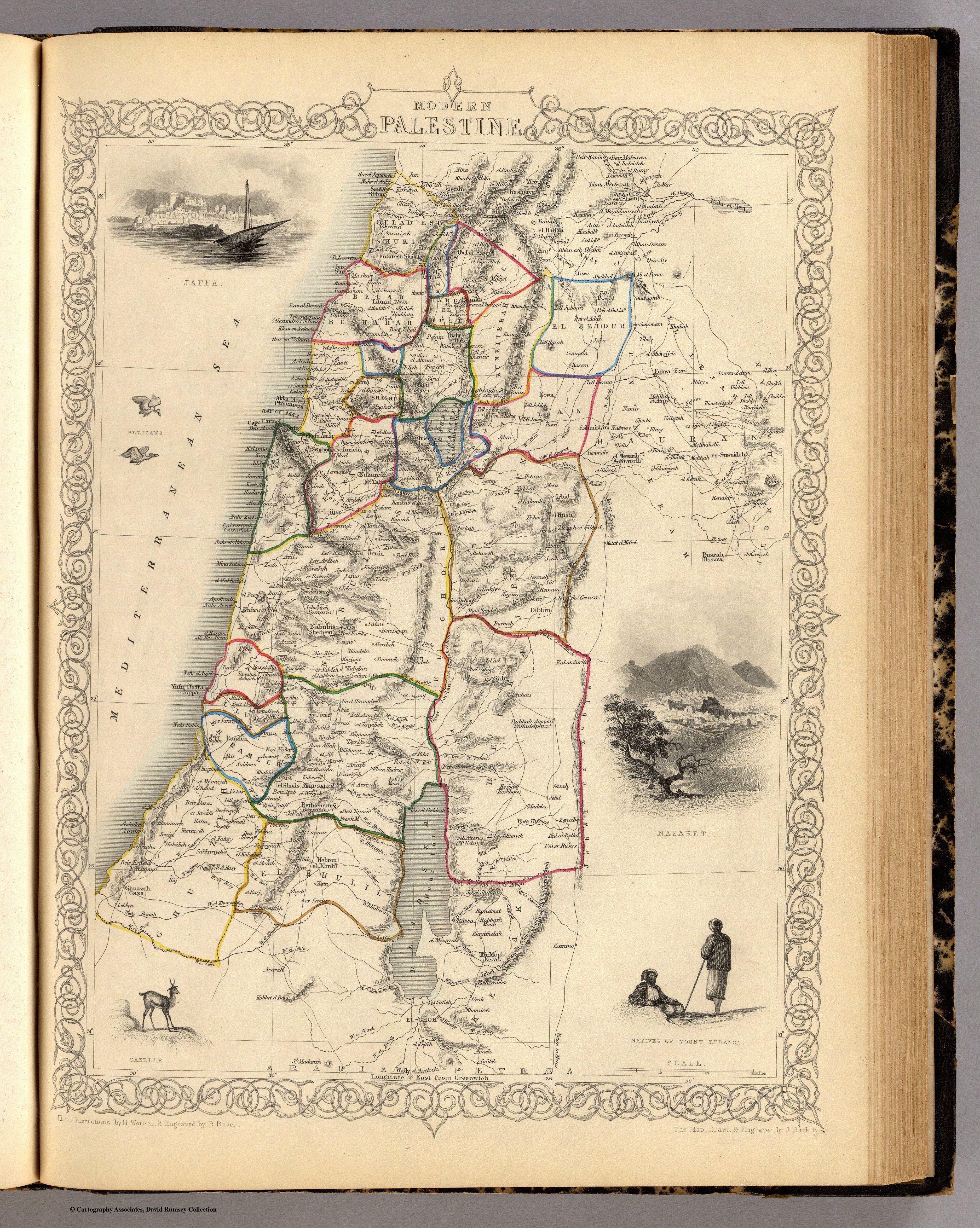
Palestina 1851

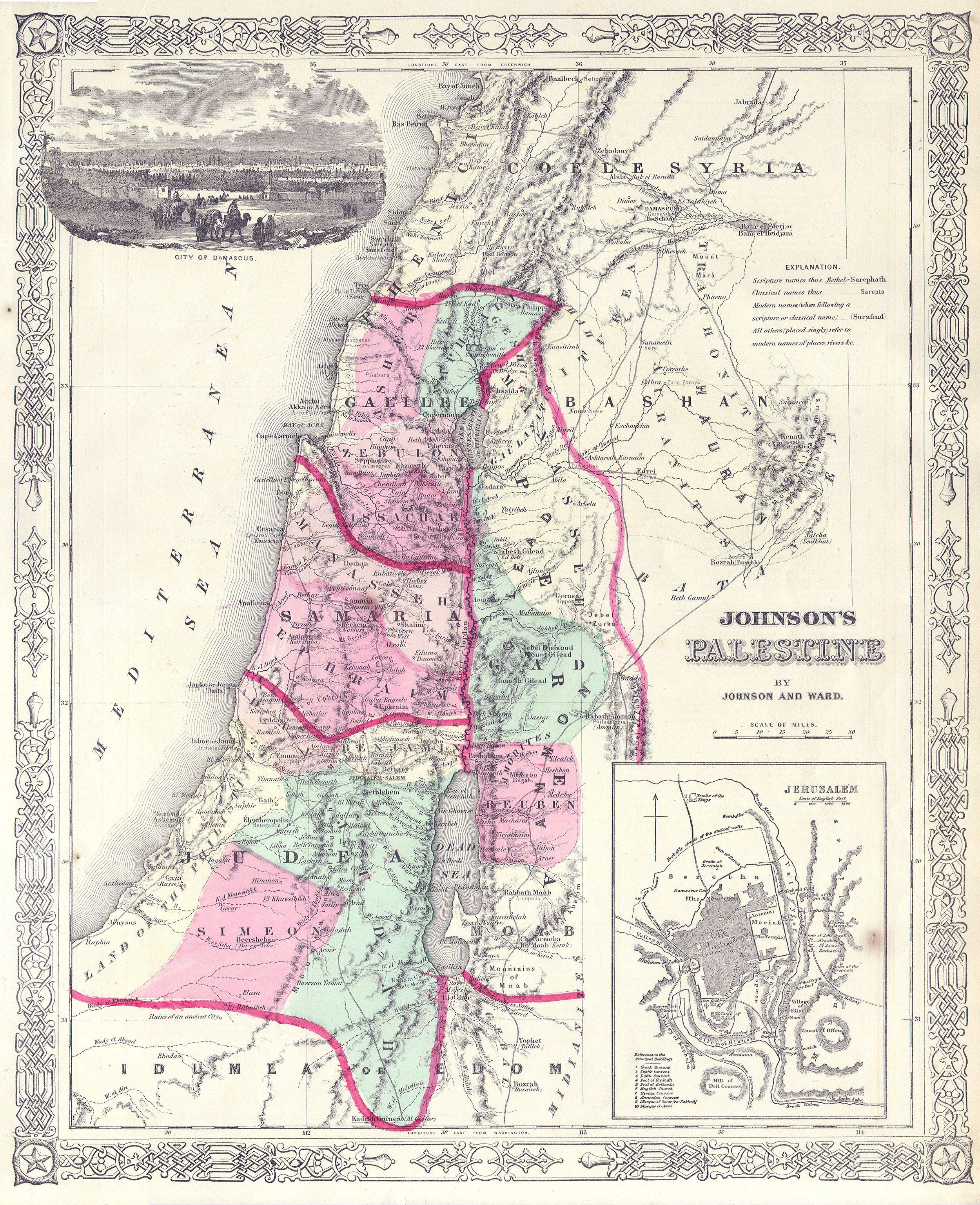
Palestina 1864

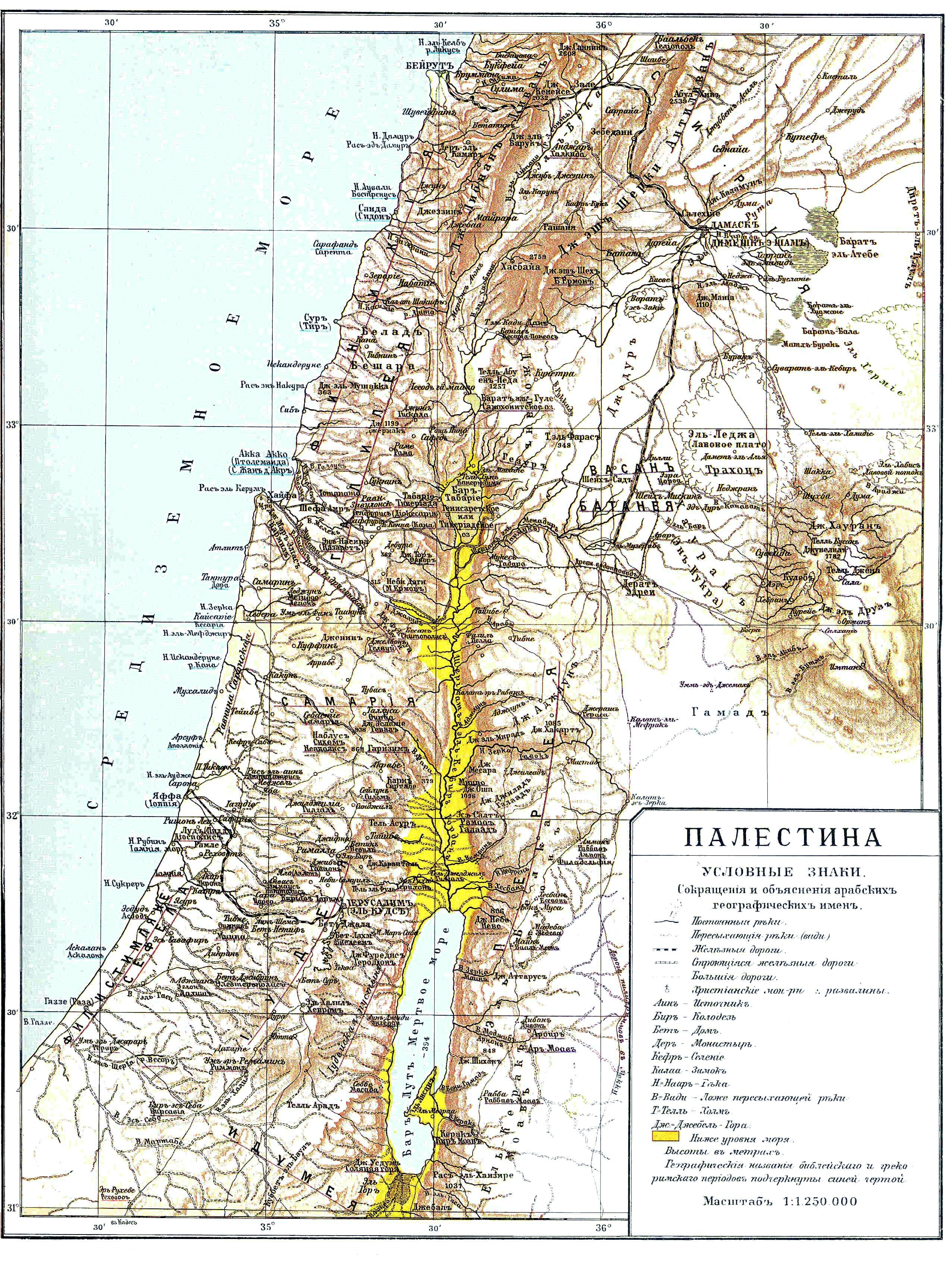
Palestina 1900

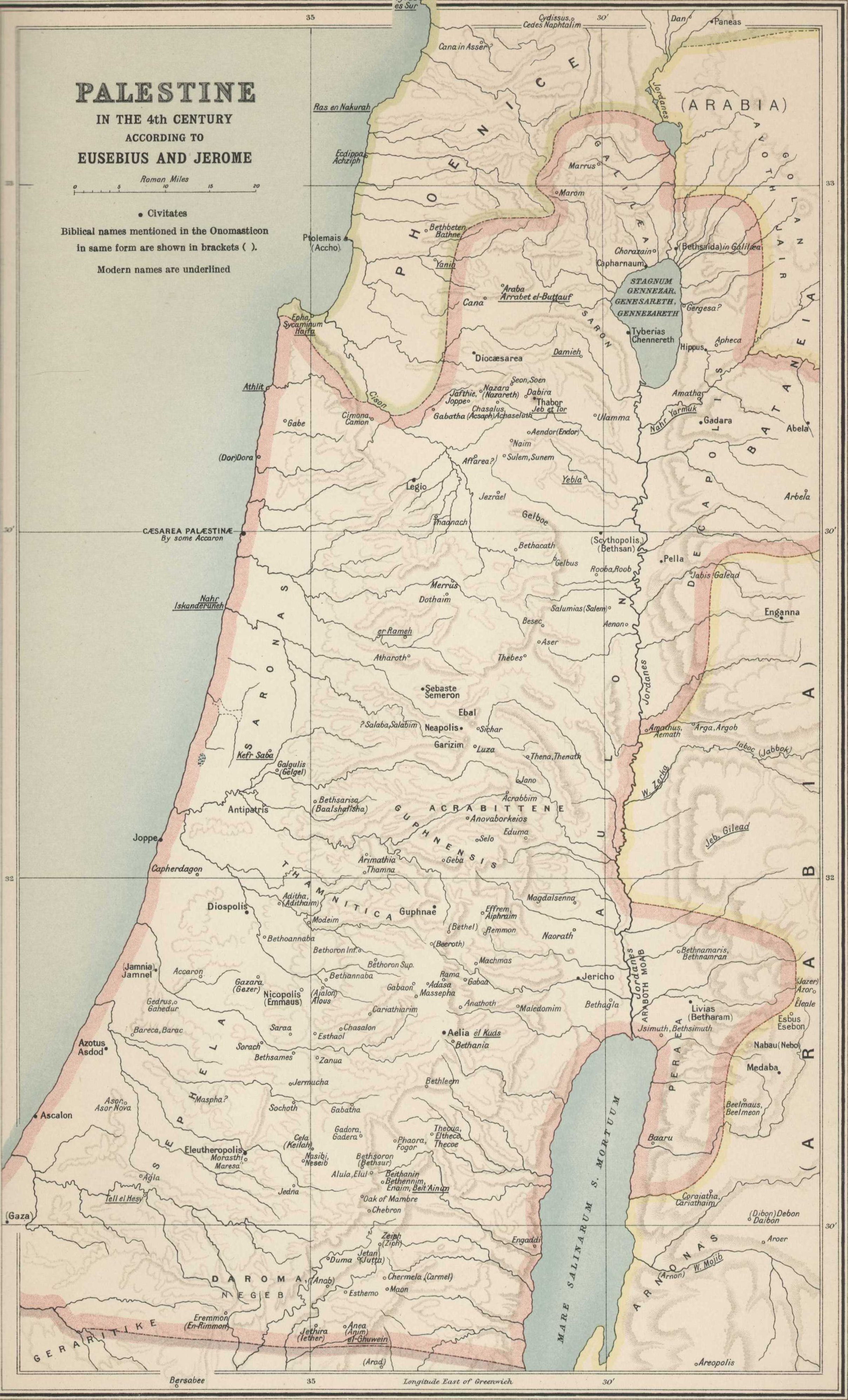
Palestina 1915

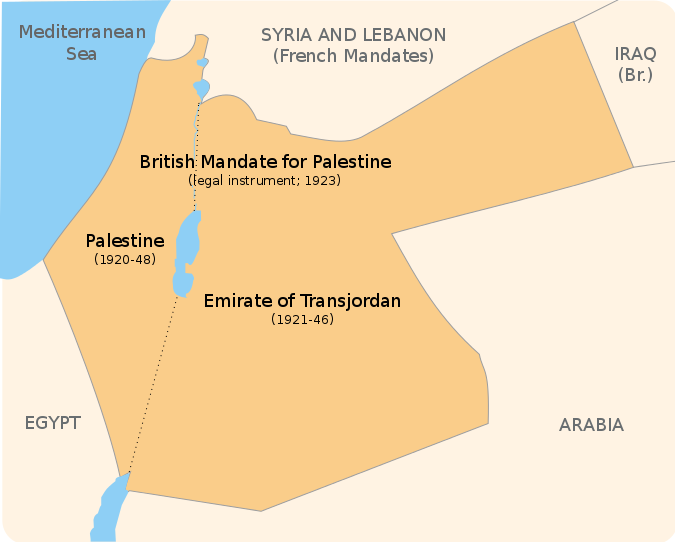
Palestine 1920

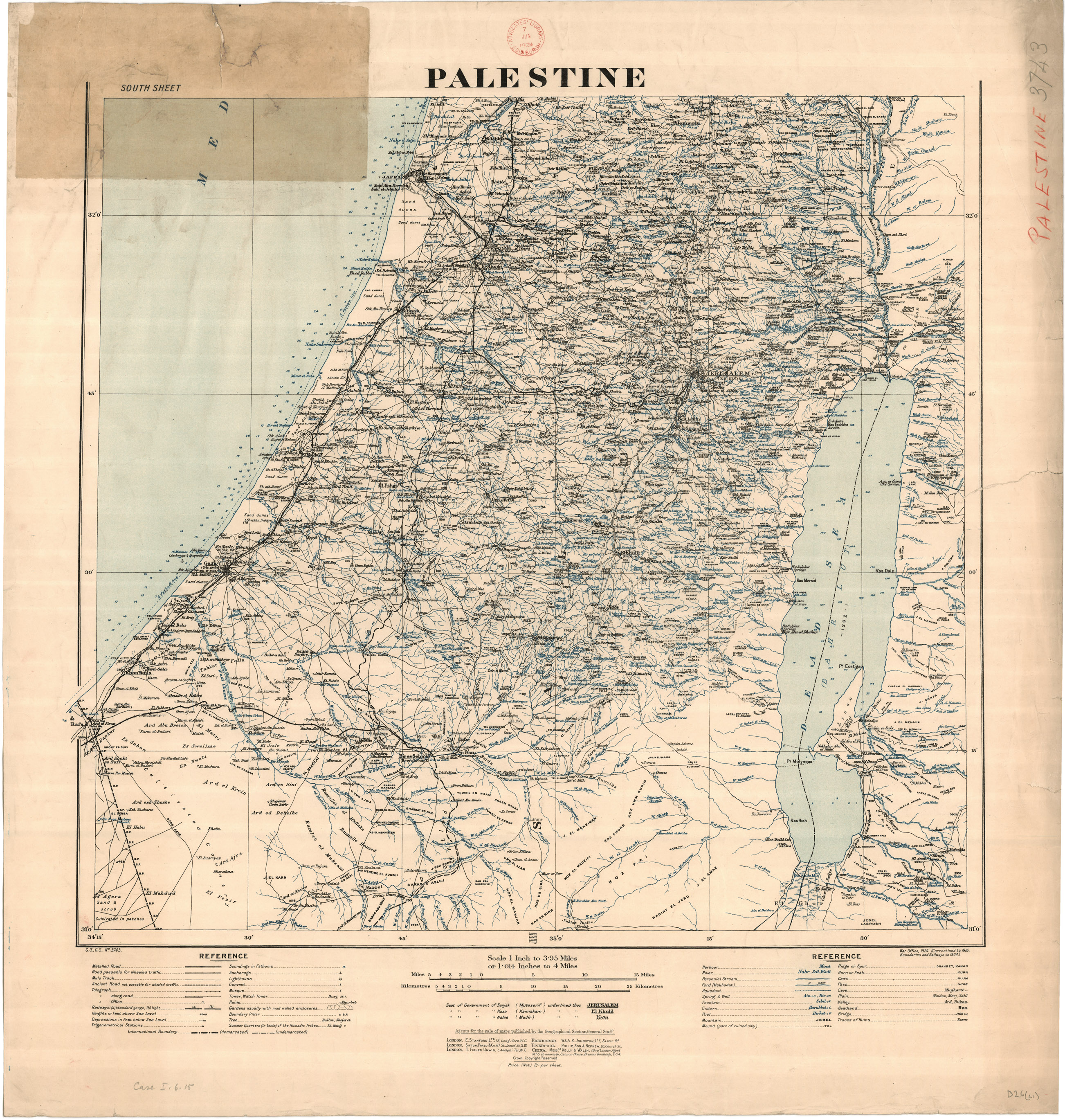
Palestina 1924

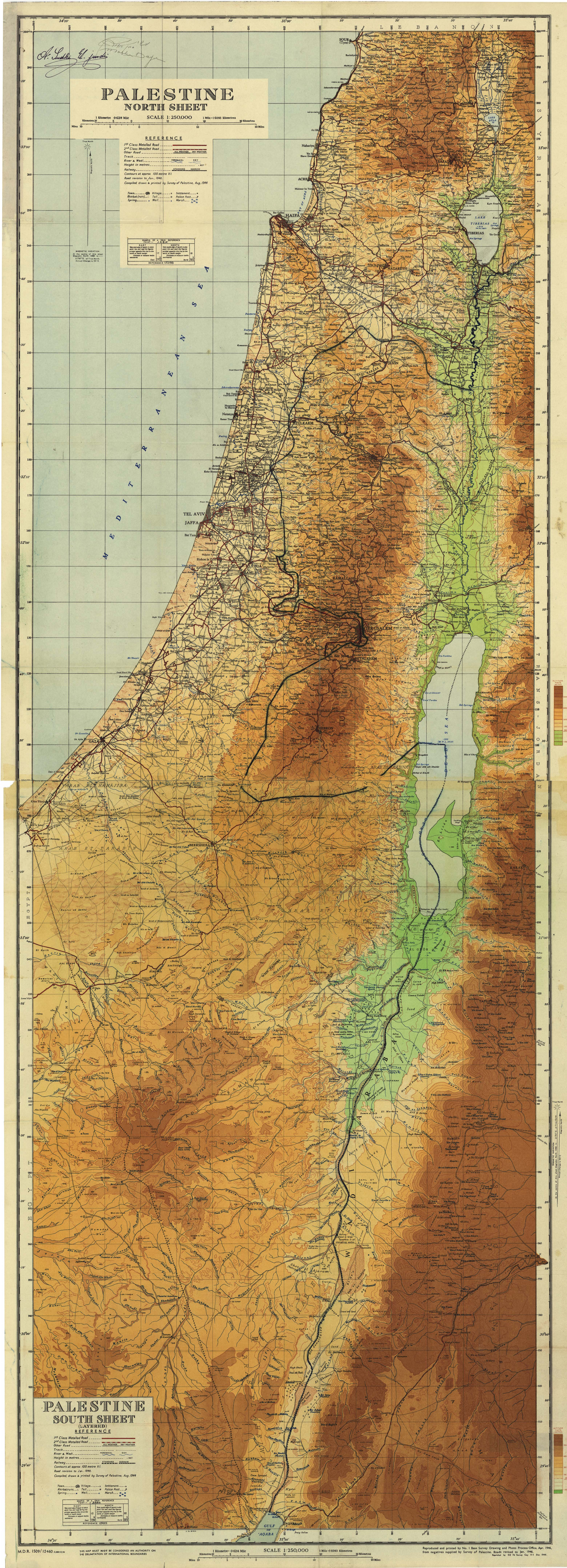
Palestina 1946

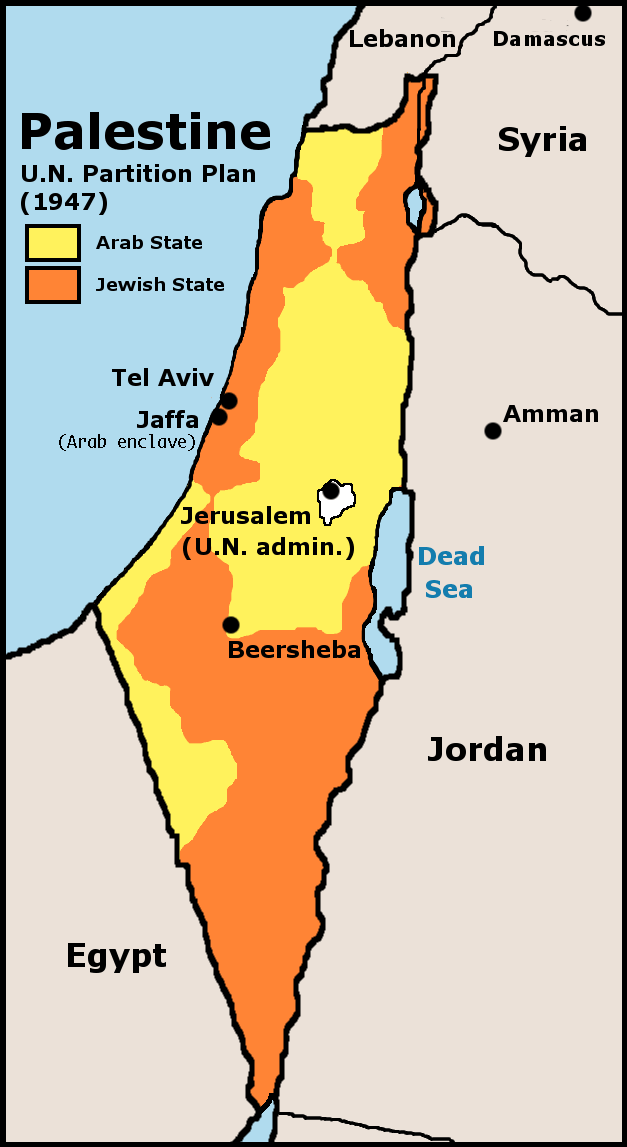
Palestina 1947

A região foi visitada por Heródoto por volta de 450 a.C. e é em seus escritos que encontramos pela primeira vez o nome Síria Palestina (Síria Filistina).
No outono de 333 a.C., o rei da Macedônia Alexandre, o Grande derrotou o rei persa Dario III na Batalha de Isso, o que representou a integração da Palestina ao império de Alexandre. Com a sua morte, em 323 a.C., os generais de Alexandre disputaram entre si o domínio do império. A Palestina e a Síria caíram sob o controle de um destes generais, Ptolomeu, que formou um reino independente no Egito.
Em 301 a.C., na Batalha de Ipso, na Frígia, uma coligação dos antigos generais derrotou Antígono Monoftalmo, outro general de Alexandre que se preparava para reunificar o império. Ptolomeu pertencia à coligação vencedora, mas o facto de ter chegado tarde à batalha seria utilizado por Seleuco I Nicátor para contestar a dominação de Ptolomeu sobre a Síria. Esta disputa estaria na origem de uma série de conflitos entre o reino ptolemaico e o Império Selêucida - as Guerras Sírias -, o que se resolveria por volta de 200 a.C. quando a Palestina passou para o controle selêucida.

## Os selêucidas
Sabe-se pouco sobre a Palestina durante o período selêucida até ao reinado de Antíoco IV Epifânio (175 a.C. - 164 a.C.).
Em 189 a.C. o reino selêucida perdeu a guerra contra Roma, o que teria como consequências a perda da Ásia Menor e o pagamento anual de 15 mil talentos aos Romanos. Numa tentativa de conseguir os fundos necessários, Heliodoro, um dos ministros do rei Seleuco IV Filopátor, tentaria em vão apoderar-se do tesouro do Segundo Templo de Jerusalém.
Tal como sucedeu em outras partes, a cultura e os modelos de vida gregos difundiram-se pela Palestina. Alguns membros da elite judaica sentiam-se atraídos pela cultura grega e desejavam uma integração nesse mundo. Em 175 a.C., o sumo sacerdote Jasão obteve a autorização de Antíoco IV Epifânio para transformar Jerusalém numa cidade helénica, o que incluiu a fundação de um ginásio, onde os jovens se exercitavam nus. Estas medidas pareceram excessivas a alguns judeus, que mostraram o seu descontentamento. Em resposta a esta contestação, Antíoco tomou medidas que visavam impor de forma coerciva o helenismo. Os judeus passaram a ser obrigados a fazer sacrifícios em nome dos deuses pagãos e proibidos de praticar a circuncisão e de observar o Sabá. Em dezembro de 168 a.C., o Templo de Jerusalém foi profanado com a instalação de uma estátua de Zeus.

### Os asmoneus
Perante estas circunstâncias, os integrantes do partido judaico contrários à helenização, fugiram para as montanhas, onde organizaram a resistência, liderados pelo sacerdote Matatias e os seus cinco filhos Judas, Eleazar, Simão, João e Jónatas. Matatias faleceu em 166 a.C., tendo sido sucedido, na liderança da revolta, pelo seu filho, Judas Macabeu, que, no ano de 164 a.C., reconquistaria o Templo de Jerusalém.
Judas morreu numa batalha contra os sírios e foi sucedido por seu irmão Jónatas, que se tornou sumo sacerdote em Jerusalém. Em cerca de 142 a.C. Jónatas foi assassinado, tendo sido sucedido pelo seu irmão Simão Macabeu, que foi também assassinado. Subiu então ao poder o terceiro filho de Simão, João Hircano.
O longo reinado de João Hircano correspondeu a uma era de prosperidade e de expansão territorial. João conquistou Siquém, capital dos samaritanos (tendo destruído o templo destes situado no monte Gerizim) e o território da Idumeia (Edom), onde impôs o judaísmo aos seus habitantes.
João Hircano foi sucedido pelo seu filho Aristóbulo que reinou apenas um ano (104-103 a.C.). Subiu então ao trono outro filho de João Hircano, Alexandre Janeu (103-76 a.C.), cujo reinado foi marcado por guerras. Alexandre Janeu alargou o domínio dos asmoneus para a área a este do rio Jordão, tendo sido um inimigo do partido farisaico. A política antifarisaica foi invertida pela sua viúva, a rainha Salomé Alexandra que governou entre 76 e 67 a.C.
Após a morte de Salomé Alexandra os seus dois filhos Aristóbulo II e Hircano II disputaram o poder. Os dois irmãos apelaram ao general romano Pompeu para que mediasse o conflito; por esta altura os Romanos já tinham conquistado o reino selêucida. Pompeu nomeou Hircano II como sumo sacerdote, mas não lhe concedeu o título de rei. O estado judaico deixou de ser independente, pagando tributo a Roma e estando obrigado a apoiar as suas acções militares.
Para além disso, Pompeu fez de um idumeu chamado Antípatro governador militar. Este nomeou por sua vez dois dos seus filhos, Fasael e Herodes, como governadores da Judeia e da Galileia.
Aristóbulo não aceitou o novo arranjo político e junto com o seu filho Antígono iniciou uma revolta. Aristóbulo acabaria por ser assassinado por partidários de Pompeu, mas o seu filho aliou-se aos partas, que na época eram os maiores inimigos de Roma. Em 40 a.C. os partas invadem o Oriente Médio, prendem Hircano II e Fasael e fazem de Antígono sumo sacerdote e rei.
Herodes fugiu para Roma, onde foi reconhecido pelo senado romano como rei da Judeia, tendo recebido o apoio de Marco António e Octaviano (mais tarde Augusto). Herodes regressou à Palestina em 39 a.C. e com ajuda de tropas romanas conseguiu tomar Jerusalém. Antígono foi mandado executar por ordem de Marco António.

## Palestina bizantina
Em 324 d.C. Constantino restabelece a unidade do Império Romano, após derrotar Licínio. O imperador fez de Bizâncio a sua nova capital, mudando-lhe o nome para Constantinopla. Com ele, abre-se um período de prosperidade para a Palestina.
Em 326 d.C. a mãe de Constantino, Helena, visitou a Palestina e ordenou a construção de duas novas igrejas, uma em Belém, suposto local do nascimento de Jesus Cristo (Igreja da Natividade) e outra no monte das Oliveiras em Jerusalém, onde, segundo a tradição cristã, Jesus teria ascendido ao céu (Igreja da Ascensão). O próprio Constantino ordenou que fosse retirado o entulho acumulado no Gólgota, onde foi erguida a basílica do Santo Sepulcro. A Palestina tornou-se então um local de peregrinação, que atraía visitantes de todo o império. A região assistiu também ao desenvolvimento do monaquismo cristão. A construção de monumentos, igrejas, hospícios e mosteiros conheceu novo desenvolvimento com a fixação na Palestina de Eudócia, esposa do imperador Teodósio II, no ano de 444.
Exceptuando a revolta dos Samaritanos de 529-530, que cobriu a Palestina de ruínas, este período foi em geral marcado pela tranquilidade. Em 614, Jerusalém foi invadida pelos Persas, que massacraram a sua população, destruíram igrejas e, acreditam alguns cristãos, levaram a cruz na qual Jesus teria sido crucificado. De acordo com uma lenda, os Persas teriam poupado a Igreja da Natividade, por terem ali visto representados num mosaico os Reis Magos, seus antepassados. Em 628, o imperador Heráclio reconquistou a Palestina e repôs a Verdadeira Cruz em Jerusalém. Os judeus, que tinham apoiado a invasão persa, foram perseguidos, tendo muitos fugido para a Pérsia. Contudo, o domínio bizantino sobre a Palestina chegou ao fim dez anos depois com a conquista árabe da região.

## A conquista árabe
Durante o califado de Abacar (632-634), os árabes tentaram a conquista da Palestina com o envio de várias expedições. Abacar faleceu sem assistir ao sucesso destas tentativas, que seriam concretizadas durante o califado do seu sucessor, Omar (634-644). Após a derrota dos bizantinos na Batalha de Jarmuque, a 20 de agosto de 636, toda a Palestina, como excepção de Jerusalém e de Cesareia, caíram em mãos árabes (as localidades não conquistadas em 636 renderam-se aos árabes em 638 e 640 respectivamente).
Omar dividiu a Palestina em duas regiões administrativas, a Jordânia (Al-Urdunn) e a Palestina (Filastin). A primeira incluía a Galileia e Acre, estendo-se a este para o deserto. A Palestina era a região a sul do planalto de Esdraelon, tendo como capital primeiro Lida e depois de 716, Ramala.
Em Jerusalém Omar visitou a área do monte do Templo, onde ordenou a construção da Mesquita de Al-Aqsa.

## Os abássidas
A era omíada chegou ao fim em 750, com a ascensão dos Abássidas, que governaram a partir de Bagdá. Os Abássidas incentivaram a fixação de população na faixa costeira da Palestina, onde mandaram construir fortalezas; com estas medidas pretendiam proteger a região de ataques dos Bizantinos.
A dinastia abássida entrou em decadência em meados do século séc. Em diversas regiões do califado nasceram dinastias locais que governavam de forma autônoma. No Egito duas dinastias subtraíram a Palestina ao domínio abássida: os Tulúnidas (868-905) e os iquíxidas. (935-969).

## Os fatímidas
Os Fatímidas foram uma dinastia xiita que nasceu no Norte de África e que se expandiu para leste, conquistando o Egito, a Palestina e Síria. O controlo da Palestina pelos Fatímidas foi ténue, já que este era disputado por Turcos Seljúcidas e Bizantinos.
Durante o reinado do califa Aláqueme Biamir Alá (996-1021) o clima de tolerância para com o cristianismo cessou em virtude das crescentes ameaças de reinos cristãos. Em 1009, o califa chegaria mesmo a ordenar a destruição do Santo Sepulcro, evento que na Europa foi recebido com choque. Em 1071, a cidade de Jerusalém foi conquistada pelos Turcos Seljúcidas, tendo sido reconquistada pelos Fatímidas em 1098, que a perderiam no ano seguinte para os Cruzados.

## Os cruzados
Em 1099, os cruzados tomaram Jerusalém e no Natal do ano seguinte fundaram o Reino Latino de Jerusalém. O poder dos Cruzados expandiu-se até ao tempo de Zangi, governador mameluco de Mosul. Em 1144, Zangi cerca Edessa, capital do condado cruzado com o mesmo nome, que cai sob o seu poder.

## A Palestina otomana
Durante o reinado do sultão Selim I (1512-1520) a Palestina, a Síria e o Egito foram conquistadas pelo Império Otomano. A Palestina seria administrada por este império até ao final da Primeira Guerra Mundial em 1917. O período de dominação otomana correspondeu, de uma forma geral, a uma era de decadência económica e cultural da Palestina.
Durante o reinado de Solimão, o Magnifíco (1520-1566), filho e sucessor de Selim I, reconstruiram-se as muralhas da Cidade Antiga de Jerusalém, sendo estas muralhas as que ainda permanecem no local.
Durante o Império Otomano, que era muçulmano, não houve mudanças na região com relação as características populacionais e linguísticas, que mantiveram-se inalteradas.
A decadência económica explica-se em parte aos altos impostos instituídos pelos Otomanos, que provocaram o declínio das indústrias. A nível da agricultura, cresceram as áreas incultas. O comércio entrou em declínio na região devido ao facto da Europa ter encontrado novos destinos na América, África e Índia.

### Século XVIII
Os primeiros anos do século XVIII assistiram à primeira grande revolta popular na Palestina. O governador de Damasco, Maomé Paxá Curde Bairam (1701-1703) iniciou uma política de reorganização da província que administrava, tendo procedido ao aumento dos impostos nos sanjacos (regiões administrativas) de Nablus, Jerusalém e Gaza. Esta última medida levou a protestos da população beduína e camponesa.
Em Jerusalém a revolta contra o governador foi assumida por Maomé ibne Mustafá Aluafai Huceini, que com os seus apoiantes conseguiu expulsar o sub-governador e assumir o controlo da cidade. Contudo, as divisões internas presente entre a população de Jerusalém e a intervenção de um exército otomano vindo de Damasco em 1705 terminaram a revolta. Maomé ibne Mustafá Aluafai Huceine deixou Jerusalém, mas foi detido e executado pelos otomanos em 1707. O desaparecimento desta figura permitiu a ascensão da família dos Ghudayyas; um ramo desta família, os Huceini, emergiu em finais do século XVIII como uma das famílias mais poderosas de Jerusalém.
Na Galileia assiste-se igualmente à ascensão de uma família, os Zaidanis. Esta família fixou-se na região oriental da Galileia em finais do século XVII, vinda da região do Hejaz na Península Arábica. Serviram como cobradores de impostos dos xiabis do Líbano. O seu membro mais proeminente foi Dair Omar (c. 1737-1375), que se fez de Acre a sua capital. Graças às plantações de algodão na Galileia, Acre e outras localidades da costa floresceram durante este período.
Dahir al-Umar alimentava planos de expansão para sul, aos quais se opunham as famílias mais importantes de Gaza, Jenine e Nablus. Os governadores de Damasco e o governo otomano de Istanbul tentaram impedir estes desejos expansionistas, apoiando as famílias rivais dos Zaydanis, estratégia que se revelou um sucesso, já que impediu o avanço de al-Umar para sul de Haifa.
Al-Umar aliou-se a Ali Bey al-Kabir que no Egito se revoltou contra o domínio otomano. Esta estratégia levaria à sua queda, já que Ali Bey foi derrotado por Muhammad Bey Abu al-Dhahab que se tornaria o novo governador do Egito e que invadiu a Palestina, obrigando Al-Umar a fugir de Acre.

### Domínio egípcio
Em 1831, a Palestina foi ocupada por Mehmet Ali, vice-rei otomano do Egito, que junto com o seu filho Ibrahim procurou modernizar a região. Entre as medidas reformistas, destaca-se o abolir de certos impostos e restrições que pesavam sobre cristãos e judeus (dhimmi). A política de centralização levada a cabo pelos egípcios provocou a queda da influência dos notáveis locais, que obviamente se ressentiram.
A decisão de recrutar jovens da Palestina para o exército egípcio levou a uma revolta generalizada em 1834, que se iniciou no norte, e na qual se envolveram as elites e os estratos populares. A superioridade do exército egípcio esmagou rapidamente a revolta, que apenas serviu para enfraquecer as elites palestinianas. Estima-se que mais de 1000 pessoas tenham perdido a sua vida durante o conflito, que provocou também a destruição de muitas aldeias. Em 1840, o Império Otomano conseguiu restabelecer a soberania sobre a Palestina com a ajuda de russos, austríacos e britânicos.
Durante o século XIX verificou-se uma abertura da Palestina ao Ocidente, com a fixação de muitos missionários cristãos que ali fundaram escolas e mantiveram acções missionárias dirigidas às populações cristãs, dado que o proselitismo junto dos muçulmanos era probido. Ao mesmo tempo assistiu-se a um crescimento da importância geoestratégia da região, após a abertura do canal de Suez e com a ocupação do Egito pelos britânicos em 1880.

### O tanzimat
A designação "Tanzimat" refere-se ao plano de reformas do Império Otomano aprovado em 1839 pelo sultão Abdulmecide II.
Na Palestina assistiu-se a uma reorganização administrativa, tendo Beirute substituído Acre como capital da província de Sidom. Jerusalém adquire uma maior importância a partir de 1840, quando os sanjacos de Gaza e Jafa foram incluídas no sanjaco de Jerusalém; dois anos depois, o sanjaco de Nablus foi incluída no sanjaco de Jerusalém.

### A chegada da ideologia sionista à Palestina
O sionismo foi um movimento político surgido no século XIX que defendeu o direito à autodeterminação do povo judeu e à existência de um Estado judaico no território onde historicamente existiram os antigos reinos de Israel e Judá.
Dá-se que o sionismo desenvolveu-se num período histórico marcado pelas ideologias nacionalistas, bem como pelo crescimento do antissemitismo. Uma das figuras mais importantes do movimento sionista é Theodor Herzl, jornalista judeu austro-húngaro, que marcado pelo caso Dreyfus, publica em 1896 Der Judenstaat (O Estado Judeu) na qual propõe a criação de um Estado para os judeus.
O sionismo adquiriu um aspecto institucional em 1897, ano em que teve lugar, em Basileia (Suíça) o primeiro congresso sionista, do qual resultou a formação da Organização Mundial Sionista. Foi ainda neste congresso que se confirmou a opção da Palestina como local de fundação do estado judaico. Entretanto, os primeiros imigrantes judeus, ligados ao movimento russo Bilu, já tinham chegado à Palestina em 1882, onde fundaram colônias.
A colonização judaica da Palestina deu-se a princípio pacificamente mas foi vista com apreensão pela população nativa, dado o grande número de estrangeiros que chegava à região, e devido a ideologia predominante entre os árabes a favor da criação de uma "Grande Síria", correspondendo às regiões que hoje são os estados da Síria, Libano, Israel, Jordânia e as regiões da "Faixa de Gaza" e Cisjordânia. Com a intensificação da migração de judeus para a Palestina houve uma escalada de violência na região, com a formação de grupos paramilitares judeus e palestinos. Em 1948, com a Declaração de Independência do Estado de Israel, principia o conflito israelo-árabe.

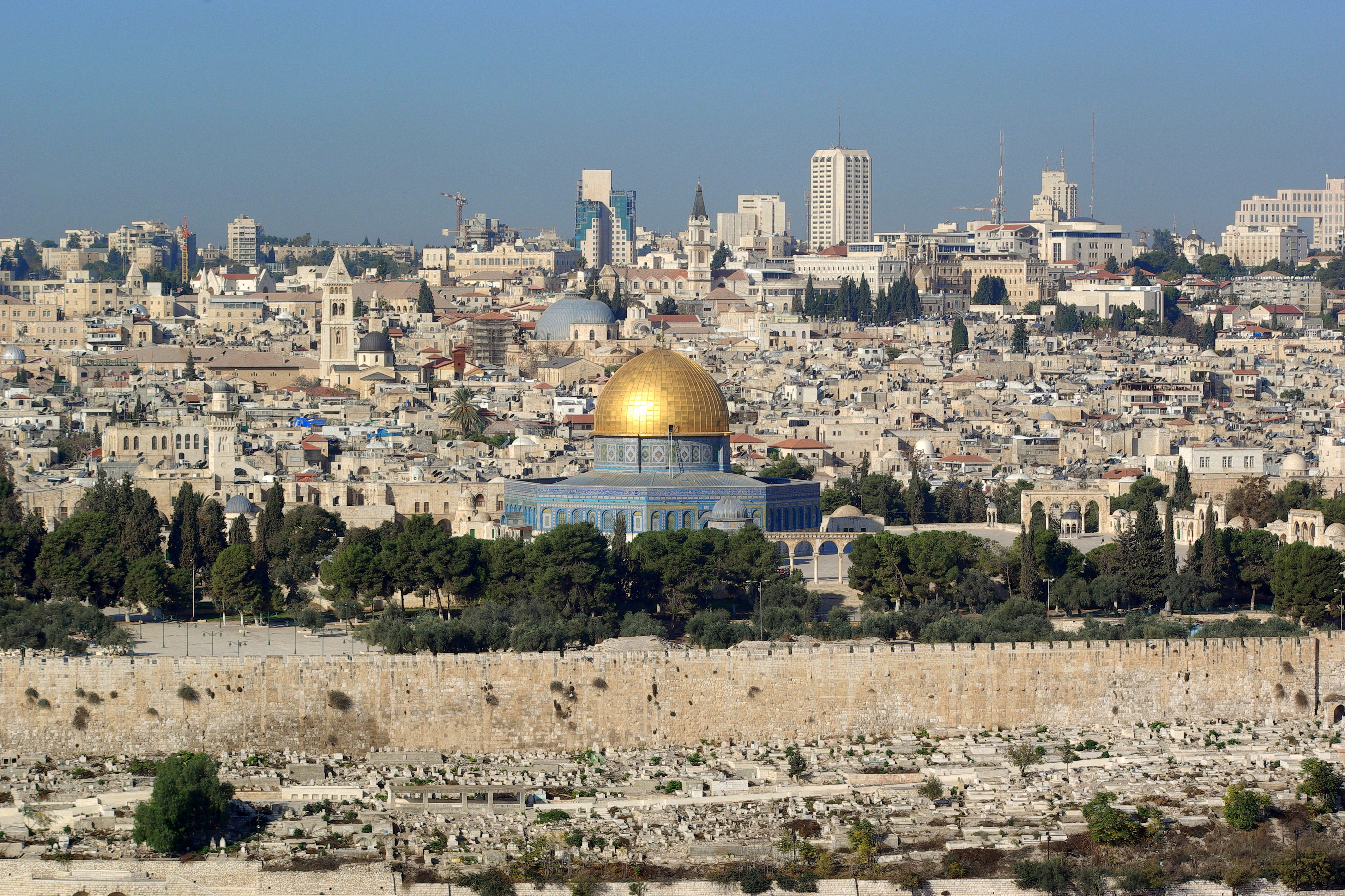
Vista de Jerusalém, com a Cúpula da Rocha no centro
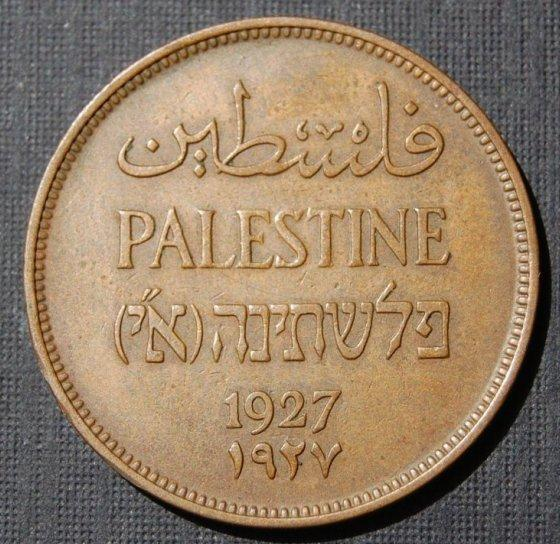
Moeda de um milésimo (1 mill), usada na época do Mandato Britânico.
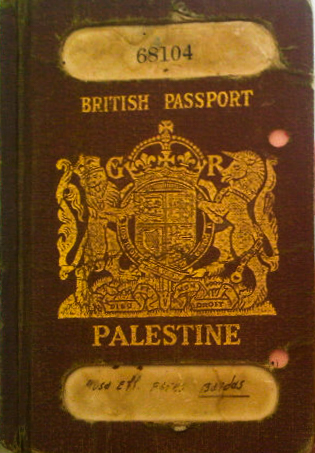
Passaporte palestino da época do Mandato Britânico.
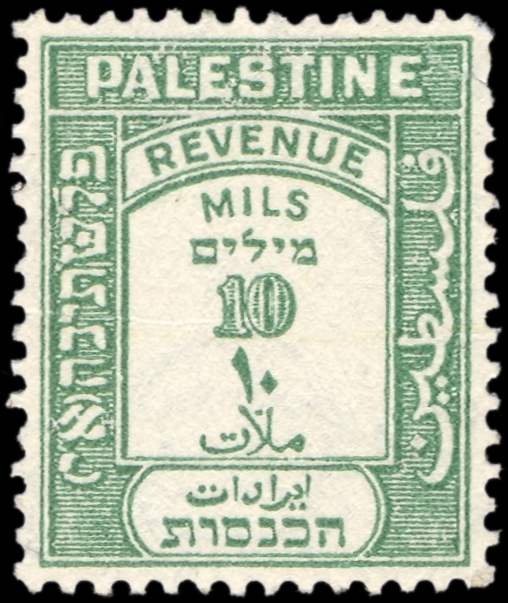
Selo da Palestina (10 mils) (circa 1928).
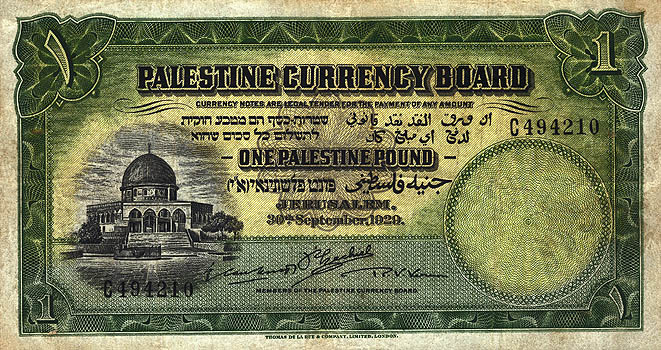
Cédula de uma libra palestina, do período do Mandato Britânico